# Cirrospilus quinquefasciatus
Cirrospilus quinquefasciatus är en stekelart som först beskrevs av Girault 1915.  Cirrospilus quinquefasciatus ingår i släktet Cirrospilus och familjen finglanssteklar. Inga underarter finns listade i Catalogue of Life.